# Grand Prix Itálie 1980
Grand Prix Itálie (LI Gran Premio d'Italia) byla 12. závodem sezóny 1980, který se konal 14. září 1980 na okruhu Autodromo Enzo e Dino Ferrari. V závodě zvítězil Nelson Piquet na voze Brabham.
Grand Prix Itálie se v roce 1980 konala na okruhu v Imole. Tradiční pořadatel, Monza, musel po hromadné nehodě v roce 1978, kdy zahynul Ronnie Peterson, okruh upravit dle bezpečnostních požadavků FIA. Na okruhu v Imole se již v roce 1979 uskutečnila Grand Prix Dina Ferrariho, která nebyla započítávána do šampionátu a byla jakousi prověrkou na nadcházející Grand Prix Itálie a posléze Grand Prix San Marina.
Do kvalifikace se přihlásilo 28 vozů. Arrows nahradil Jochena Masse Manfrédem Winkelhockem, ale jeho kvalifikace měla krátkého trvání, po hodinách narazil do Lotusu Nigela Mansella. Oba vozy byly zničeny a do závodu se nekvalifikovaly. Nejlépe se kvalifikace vydařila vozům Renault, Rene Arnoux a Jean Pierre Jabouille obsadili první řadu. Carlos Reutemann s vozem Williams byl třetí a Bruno Giacomelli s Alfou Romeo, čtvrtý. Na dalších místech se seřadili Nelson Piquet (Brabham), Alan Jones (Williams), Riccardo Patrese (Arrows), Gilles Villeneuve (Ferrari), Hector Rebaque (Brabham) a Mario Andretti (Lotus). Potíže měl Ligier jeho jezdci Didier Pironi a Jacques Laffite se kvalifikovali až v druhé polovině pole. Také Ferrari se pustilo do experimentu a do kvalifikace pustilo Villeneuva na novém Ferrari 126C turbo, ale vůz se ukázal jako nespolehlivý a tak Villeneuve přesedl do starého Ferrari 312T5. Druhý pilot stáje Ferrari Jody Scheckter oznámil, že koncem roku opustí s definitivní platnosti Ferrari i formuli 1.
Do závodu nejlépe odstartoval Carlos Reutemann, ale spojka v jeho voze vykazovala problémy a tak se přes něho dostaly oba vozy Renault, Arnoux i Jabouille, také Piquet, Giacomelli, Villeneuve, Rebeque a Jones. Ve třetím kole Arnouxe předjel Jabouille i Piquet, poté se Brazilec protáhl okolo Jabouilleho a ujal se vedení, které už do konce závodu nepustil. V pátém kole v zatáčce Tosa (nyní Villeneuve), prorazil Villeneuve pneumatiku a jeho vůz byl vymrštěn proti zdi, od které se odrazil zpět doprostřed trati.  Villeneuve z vozu vylezl nezraněn, ale četné úlomky způsobily odstoupení Giacomelliho, který poškodil pneumatiky.
Ke stíhací jízdě se rozhodl Alan Jones, který nejprve zdolal Brabham řízený Rabaquem, vzápětí Arnouxe a v 29 kole Jabouilleho. Alan Jones dojel na druhém místě a i v celkovém pořadí šampionátu ztrácel na vedoucího Piqueta bod.

## Výsledky
- 14. září 1980
- Okruh Autodromo Enzo e Dino Ferrari
- 60 kol x 5,000 km = 300 km
- 340. Grand Prix
- 3. vítězství pro Nelsona Piqueta
- 23. vítězství pro Brabham
- 18. vítězství pro Brazílii
- 35. vítězství pro vůz se startovním číslem 5

| Pozice | Jezdec                | Vůz             | Čas             |
| ------ | --------------------- | --------------- | --------------- |
| 1      | Nelson Piquet         | Brabham BT 49   | 1:38'07.52      |
| 2      | Alan Jones            | Williams FW07   | á 0:28,93       |
| 3      | Carlos Reutemann      | Williams FW07B  | á 1:13,67       |
| 4      | Elio de Angelis       | Lotus 81        | á 1 kolo        |
| 5      | Keke Rosberg          | Fittipaldi F8   | á 1 kolo        |
| 6      | Didier Pironi         | Ligier JS 11/15 | á 1 kolo        |
| 7      | Alain Prost           | McLaren M30     | á 1 kolo        |
| 8      | Jody Scheckter        | Ferrari 312T5   | á 1 kolo        |
| 9      | Jacques Laffite       | Ligier JS 11/15 | á 1 kolo        |
| 10     | René Arnoux           | Renault RE 20   | á 2 kola        |
| 11     | Rupert Keegan         | Williams FW07   | á 2 kola        |
| 12     | Eddie Cheever         | Osella FA1      | á 3 kola        |
| 13     | Jean Pierre Jarier    | Tyrrell 010     | á 6 kol / Brzdy |
| Kolo   | Odstoupili            | -               | -               |
| 53     | Jean Pierre Jabouille | Renault RE 20   | Převodovka      |
| 45     | Marc Surer            | ATS D4          | Motor           |
| 40     | Mario Andretti        | Lotus 81        | Motor           |
| 38     | Riccardo Patrese      | Arrows A3       | Motor           |
| 33     | Derek Daly            | Tyrrell 010     | Nehoda          |
| 20     | John Watson           | McLaren M29     | Zavěšení        |
| 18     | Hector Rebaque        | Brabham BT 49   | Zavěšení        |
| 17     | Emerson Fittipaldi    | Fittipaldi F8   | Nehoda          |
| 5      | Gilles Villeneuve     | Ferrari 312T5   | Defekt          |
| 5      | Bruno Giacomelli      | Alfa Romeo 179  | Defekt          |
| 4      | Vittorio Brambilla    | Alfa Romeo 179  | Mimo trať       |
| -      | Nestartovali          | -               | -               |
| -      | Nigel Mansell         | Lotus 81        | -               |
| -      | Manfred Winkelhock    | Arrows A3       | -               |
| -      | Jan Lammers           | Ensign N180     | -               |
| -      | Geoff Lees            | Ensign N 180    | -               |

### Nejrychlejší kolo
- Alan Jones Williams 1'36.089
- 7. nejrychlejší kolo pro Alana Jonese
- 10. nejrychlejší kolo pro Williams
- 19. nejrychlejší kolo pro Austrálii
- 11. nejrychlejší kolo pro vůz se startovním číslem 27

### Vedení v závodě
- 1.- 2. kolo - René Arnoux
- 3. kolo - Jean Pierre Jabouille
- 4.-60. kolo - Nelson Piquet

### Postavení na startu
- René Arnoux Renault 1'33.988
- 5. Pole position pro René Arnouxe
- 11. Pole position pro Renault
- 23. Pole position pro Francii
- 14. Pole position pro vůz se startovním číslem 16

| 1. řada  | 1                                      | 2                                      |
|          | René Arnoux Renault 1'33.988           | Jean Pierre Jabouille Renault 1'34.339 |
| 2. řada  | 3                                      | 4                                      |
|          | Carlos Reutemann Williams 1'34.686     | Bruno Giacomelli Alfa Romeo 1'34.912   |
| 3. řada  | 5                                      | 6                                      |
|          | Nelson Piquet Brabham 1'34.960         | Alan Jones Williams 1'35.109           |
| 4. řada  | 7                                      | 8                                      |
|          | Riccardo Patrese Arrows 1'35.618       | Gilles Villeneuve Ferrari 1'35.751     |
| 5. řada  | 9                                      | 10                                     |
|          | Hector Rebaque Brabham 1'35.872        | Mario Andretti Lotus 1'36.084          |
| 6. řada  | 11                                     | 12                                     |
|          | Keke Rosberg Fittipaldi 1'36.091       | Jean Pierre Jarier Tyrrell 1'36.181    |
| 7. řada  | 13                                     | 14                                     |
|          | Didier Pironi Ligier 1'36.422          | John Watson McLaren 1'36.450           |
| 8. řada  | 15                                     | 16                                     |
|          | Emerson Fittipaldi Fittipaldi 1'36.758 | Jody Scheckter Ferrari 1'36.827        |
| 9. řada  | 17                                     | 18                                     |
|          | Eddie Cheever Osella 1'36.884          | Elio de Angelis Lotus 1'36.919         |
| 10. řada | 19                                     | 20                                     |
|          | Vittorio Brambilla Alfa Romeo 1'36.929 | Jacques Laffite Ligier 1'36.972        |
| 11. řada | 21                                     | 22                                     |
|          | Rupert Keegan Williams 1'37.169        | Derek Daly Tyrrell 1'37.215            |
| 12. řada | 23                                     | 24                                     |
|          | Marc Surer ATS 1'37.270                | Alain Prost McLaren 1'37.284           |
| -------- | -------------------------------------- | -------------------------------------- |

### Zajímavosti
- V závodě debutoval Manfred Winkelhock
- 50 GP pro Richarda Patreseho

| Pole position | Vítězství     | Nej. kolo      |
| René Arnoux   | Nelson Piquet | Alan Jones     |
| Renault RE20  | Brabham BT49  | Williams FW07B |
| 1'33.988      | 1:38'07.52    | 1'36.089       |
| 191.514 km/h  | 183.439 km/h  | 187.326 km/h   |
| ------------- | ------------- | -------------- |

### Stav MS
| *  | Jezdec                | Body |
| -- | --------------------- | ---- |
| 1  | Nelson Piquet         | 54   |
| 2  | Alan Jones            | 53   |
| 3  | Carlos Reutemann      | 37   |
| 4  | Jacques Laffite       | 32   |
| 5  | René Arnoux           | 29   |
| 6  | Didier Pironi         | 24   |
| 7  | Elio de Angelis       | 10   |
| 8  | Jean-Pierre Jabouille | 9    |
| 9  | Riccardo Patrese      | 7    |
| 10 | Keke Rosberg          | 6    |
| 11 | Derek Daly            | 6    |
| 12 | Jean-Pierre Jarier    | 6    |
| 13 | Emerson Fittipaldi    | 5    |
| 14 | Alain Prost           | 5    |
| 15 | Jochen Mass           | 4    |
| 16 | Gilles Villeneuve     | 4    |
| 17 | Bruno Giacomelli      | 4    |
| 18 | John Watson           | 3    |
| 19 | Jody Scheckter        | 3    |

| *  | Vůz        | Body |
| -- | ---------- | ---- |
| 1  | Williams   | 90   |
| 2  | Ligier     | 56   |
| 3  | Brabham    | 54   |
| 4  | Renault    | 38   |
| 5  | Tyrrell    | 12   |
| 6  | Arrows     | 11   |
| 7  | Fittipaldi | 11   |
| 8  | Lotus      | 10   |
| 9  | McLaren    | 8    |
| 10 | Ferrari    | 6    |
| 11 | Alfa Romeo | 4    |

| *  | Stát                  | Body |
| -- | --------------------- | ---- |
| 1  | Francie               | 105  |
| 2  | Brazílie              | 59   |
| 3  | Austrálie             | 53   |
| 4  | Argentina             | 37   |
| 5  | Itálie                | 21   |
| 6  | Finsko                | 6    |
| 7  | Irsko                 | 6    |
| 8  | Německo               | 4    |
| 9  | Kanada                | 4    |
| 10 | Velká Británie        | 3    |
| 11 | Jihoafrická republika | 2    |